# Hackländerplatz

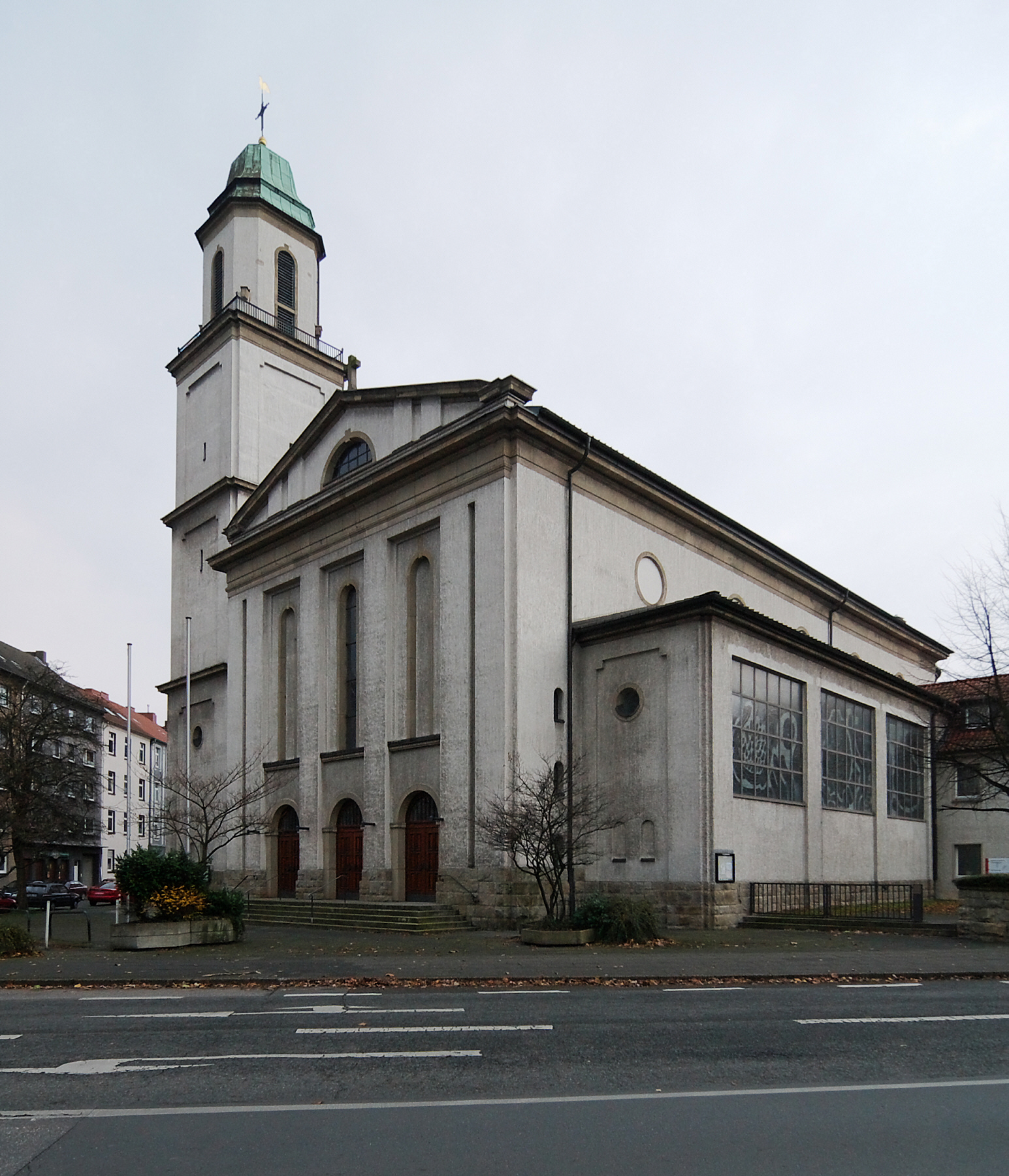
Kath. Kirche St. Gertrudis am Hackländerplatz

Der Hackländerplatz liegt an der Bundesstraße 54 im Carée Münster-, Rückert-, Grisar- und Kleine Grisarstraße im Stadtbezirk Innenstadt-Nord (Nordstadt) von Dortmund. Er ist einer der ältesten Plätze außerhalb der historischen Stadtmauern und wurde in derselben Epoche der Stadtentwicklung angelegt wie der Borsigplatz, der Nordmarkt und der Steinplatz (heute Freiherr-vom-Stein-Platz).
Die Anschrift „Am Hackländerplatz 8“ ist eine der beiden Adressen der Katholischen Kirche St. Getrudis. Da die „Gerdrudiskapelle“ 1916 und der eigentliche Kirchenbau 1927/28 errichtet wurde, kann davon ausgegangen werden, dass der Hackländerplatz dafür größtenteils überbaut wurde. Aus dem Stadtbild ist er weitgehend verschwunden. An ihn erinnern noch die Bushaltestelle „Hackländerplatz“ der Dortmunder Stadtwerke und die Namensbezeichnung einer Apotheke. Bis ca. 2016 gab es auch noch die Restaurant-Gaststätte Hackländer Hof.

## Entstehungsgeschichte
Für die durch die Industrialisierung schnell wachsende Nordstadt setzte der Magistrat 1858 einen Stadtbaumeister ein. Ludwig König führte erste Bauvorschriften ein. Sein Nachfolger Brandhoff plante die Nordstadt als rechtwinkeliges Straßennetz mit elf „Schmuckplätzen“ zur Auflockerung der Wohnbebauung. Davon wurden neben dem Hackländerplatz aber nur der Borsigplatz, der Nordmarkt und der Steinplatz realisiert.

## Namensgeschichte
Der Name kann abgeleitet sein von dem Mitte des 19. Jahrhunderts in Dortmund wirkenden Industriellen Gustav Hackländer oder dem deutschen Schriftsteller Friedrich Wilhelm Hackländer.